# Jam-Alin
Der Jam-Alin (russisch Ям-Али́нь) ist ein Gebirgszug im Fernen Osten Russlands.
Der Jam-Alin erstreckt sich in Nord-Süd-Richtung über eine Länge von 180 km entlang der Grenze zwischen der Oblast Amur und der Region Chabarowsk.
Die höchste Erhebung bildet der 2232 m hohe Berg Gorod-Makit (⊙).
Im Norden bildet das Taikangebirge, höchste Erhebung ein 2370 m hoher namenloser Gipfel, die Fortsetzung des Gebirgszuges. Im Süden grenzt der Jam-Alin an den in Ost-West-Richtung verlaufenden Esopkamm sowie den Dusse-Alin, der die Fortsetzung des Jam-Alin nach Süden bildet. Der Jam-Alin bildet die Wasserscheide zwischen den Einzugsgebieten von Selemdscha im Westen sowie Nimelen und Tugur im Osten.
Im Gebirge kommen Granit und Glimmerschiefer vor.
In den unteren Lagen (unterhalb 1500 m) wachsen Lärchenwälder, während in höheren Lagen Bergtundra und Zwerg-Kiefern-Vegetation vorherrschen.